# Moerbekepolder
Moerbekepolder är en polder i Belgien, på gränsen till Nederländerna. Den ligger i den nordvästra delen av landet, 50 km nordväst om huvudstaden Bryssel.
Omgivningarna runt Moerbekepolder är en mosaik av jordbruksmark och naturlig växtlighet. Runt Moerbekepolder är det tätbefolkat, med 369 invånare per kvadratkilometer.